# پاراگزانتین
پاراگزانتین (به انگلیسی: Paraxanthine) یک ترکیب شیمیایی با شناسه پاب‌کم ۴۶۸۷ است. 